# Tasiocera (Tasiocera) terraereginae
Tasiocera (Tasiocera) terraereginae is een tweevleugelige uit de familie steltmuggen (Limoniidae). De soort komt voor in het Australaziatisch gebied.